# Taxonomie des sols

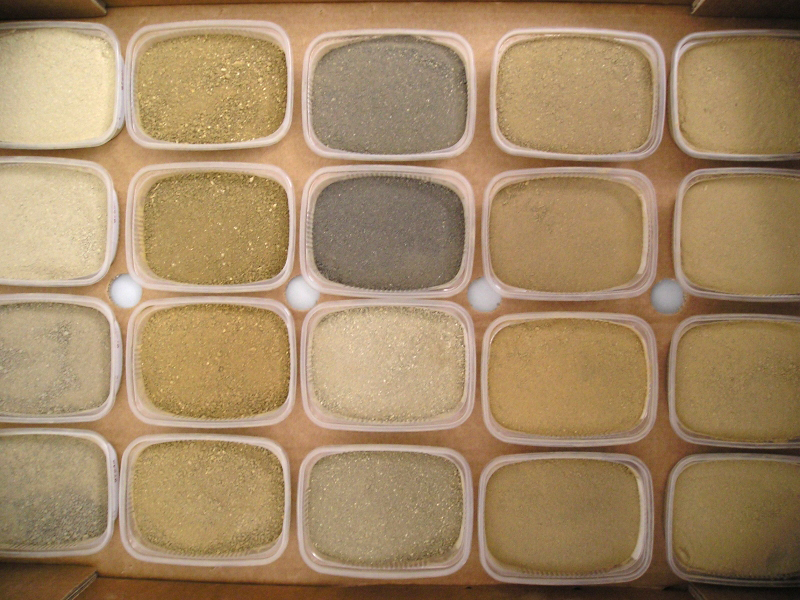
Différents types de sols.

La taxonomie des sols est une classification des types de sol (en) basée sur leurs relations naturelles.

## Définition

Triangle de classification de la texture du sol de l'USDA sur la base de la taille des grains.

La taxonomie des sols a pour objectif « d'avoir des hiérarchies de classes qui permettent de comprendre les relations entre les sols et également entre les sols et les facteurs responsables de leurs caractères ». 
Le terme taxonomie est plus étroit que classification car il exclut les usages pratiques spécifiques pour ne s'intéresser qu'aux relations naturelles.
C'est dans les années 1870 qu'une école russe menée par Vassili Dokoutchaïev a introduit une nouvelle approche des matériaux « sols ». Cette école les conçoit comme des corps naturels indépendants, chacun avec une morphologie unique résultant d'une combinaison unique de facteurs, climat, matières vivantes, matériaux terrestres, âge des reliefs. La morphologie de chaque sol est définie par une coupe verticale donnant les différents horizons des couches reflétant les effets combinés de l'ensemble des facteurs responsables de son développement et des altérations. Ce concept révolutionnaire qui montrait les interférences entre les couches de sols, le climat et les autres facteurs environnementaux considérés seuls ou combinés.
Plusieurs systèmes nationaux de classification des sols existent. Ils traitent souvent des caractères propres à chaque pays :
- Afrique du Sud [3]
- Australien : Australian Soil Classification (en)
- Brésil : Sistema Brasileiro de Classificação de Solos (pt)
- Canada : Canadian system of soil classification (en)
- Chine : Genetic soil classification of China (GSCC) [4]
- États-Unis : Taxonomie des sols de l'USDA
- France : Référentiel pédologique français
- Norvège[5]
- Russie[6]

Dans les pays qui n'en possèdent pas, leur système de classification a été rattaché à des systèmes internationaux (FAO, WRB, USDA).
La première version de Soil Taxonomy (1975) indique qu'« une classification est une mise en ordre ou un arrangement d'objets dans notre esprit et leur distribution dans des compartiments. L'objectif d'une classification est d'arranger les idées des objets de telle façon que les idées s'accompagnent ou se suivent l'une l'autre selon une manière qui nous donne la plus grande maîtrise possible de notre savoir et nous conduit le plus directement à en acquérir plus ».
Jean Boulaine dans son ouvrage Pédologie appliquée, en 1980, indique qu'un typologie des sols permet de distinguer des archétypes hiérarchisés et de diviser les sols en des ensembles et sous-ensembles de divers niveaux permettant d'en exprimer les nuances. « La typologie s'exprime par des inventaires et des nomenclatures mais surtout par des classifications qui sont des systèmes de référence parfois artificiels mais le plus souvent naturels : on les appelle alors des taxonomies ». Dans son Cours de Typologie Pédologique (1981), il indique : « La classification que nous présentons est une taxonomie, c'est-à-dire une classification naturelle qui tient compte le plus possible des liaisons entre les sols d'une part et les causes de leur différenciation dans la nature ».

## Référentiel pédologique français
Le Référentiel Pédologique français est le fruit d'un travail collectif. Il est le résultat d'une évolution depuis l'ancienne classification française des sols (CPCS, 1967).
Le Référentiel pédologique montre la distinction entre la réalité, les images de cette réalité et les concepts qui sont définis.
Il doit être fait une distinction entre :
- l'espace géographique et son application dans la cartographie des sols,
- la typologie comprenant la classification des sols, les taxonomies des sols, les typologies des sols.

Cette distinction est faite dans la Base de données des sols d'Europe entre « Unités typologiques des sols » et « Unités cartographiques des sols ».
Le Référentiel Pédologique a introduit deux innovations :
- les objets étudiés sont les couvertures pédologiques qui peuvent être subdivisées en horizons avec des séquences verticales ou horizontales,
- le système n'est pas une classification hiérarchique.

Les horizons sont des volumes élémentaires permettant d'échantillonner les couvertures pédologiques qui se définissent par :
- leurs propriétés (constituants, organisations, caractéristiques analytiques),
- leurs relations avec les autres horizons :
  - relations pédogénétiques, avec les évolutions lentes et progressives,
  - relations fonctionnelles, avec les changements journaliers et saisonniers.

Les « horizons de référence » sont la base du système. Ils sont le résultat des principaux caractères morphologiques, de données analytiques liées aux processus pédogénétiques en tenant compte des autres horizons de la section verticale de la couverture pédologique, appelée solum.

## Taxonomie des sols aux États-Unis
Un système de classification des sols des États-Unis a été mis au point en 1975.
Par participation de nombreux spécialistes mondiaux, ce système a été élargi aux sols d'autres pays.

## Base de référence mondiale pour les ressources des sols – WRB
La Base de référence mondiale pour les ressources en sols (WRB – World Reference Base),, est le système international de classification des sols approuvé par l'Union internationale des sciences du sol (International Union of Soil Sciences – IUSS). Il a été développé par une collaboration internationale coordonnée par le Groupe de travail de l’UISS sur la base de référence.
Le WRB s'inspire des concepts de classification des sols déjà utilisés, y compris la « Soil Taxonomy » de l'USDA, la légende de la carte des sols FAO du monde datant de 1988, le Référentiel pédologique français et les concepts russes. Autant que possible, les critères de diagnostic correspondent à ceux des systèmes existants, de sorte que la corrélation avec les systèmes nationaux et internationaux est aussi simple que possible.
Le WRB n'a pas pour but de remplacer les systèmes de classification nationaux mais de donner un outil permettant une meilleure corrélation entre les systèmes nationaux.